# ألويس هيس
ألويس هيس (بالعبرية: לאיוש הס‏) (بالألمانية: Alois Hess)‏ هو لاعب كرة قدم ومدرب كرة قدم نمساوي وإسرائيلي، ولد في 3 يناير 1903 في النمسا، وتوفي في 3 يوليو 1956 في تل أبيب في إسرائيل. شارك مع منتخب النمسا لكرة القدم. أما مع النوادي، فقد لعب مع Beitar Tel Aviv F.C. ‏.